# Ghost in the Shell
Ghost in the Shell (攻殻機動隊 GHOST IN THE SHELL?, Kōkaku kidōtai Ghost in the Shell, lett. "Squadra mobile con corazza offensiva") è un manga scritto e disegnato da Masamune Shirow, serializzato per la prima volta in Giappone sulla rivista Young Magazine dal 1989 al 1991. Successivamente è stato pubblicato in volume unico il 2 ottobre 1991 da Kōdansha. Shirow ha continuato la serie con due sequel, pubblicati dal 1991 al 1997 su Young Magazine e poi raccolti in due volumi, Ghost in the Shell 2: ManMachine Interface nel 2001 e Ghost in the Shell 1.5: Human-Error Processer nel 2003.
Ambientato in un Giappone futuristico del XXI secolo, in cui le nanotecnologie, l'ingegneria genetica e l'informatica si sono diffuse in tutti gli ambiti della vita umana, Ghost in the Shell è un thriller poliziesco cyberpunk che segue le vicende del maggiore Motoko Kusanagi e della Sezione 9, una squadra governativa speciale dedita a combattere il terrorismo e le attività criminali.
Il manga originale è stato adattato in diversi media e ha dato avvio a un vasto franchise composto da film, serie televisive anime, manga spin-off, videogiochi e romanzi. Alcune di queste opere si inseriscono nella stessa continuità della serie originale, mentre altre sono ambientate in realtà alternative con leggere differenze nella caratterizzazione dei personaggi, delle storie e dell'ambientazione. Lo studio Production I.G ne ha prodotto diversi adattamenti anime: i film Ghost in the Shell (1995), Ghost in the Shell 2 - Innocence (2004), Ghost in the Shell: S.A.C. Solid State Society (2006) e Ghost in the Shell: The Rising (2015), e le serie Ghost in the Shell: Stand Alone Complex (serie TV, 2002-2005), Ghost in the Shell: Arise (OAV e serie TV, 2013-2015) e Ghost in the Shell: SAC 2045 (ONA, 2020-2022). Inoltre, un omonimo film live action statunitense basato sulla serie è uscito nel 2017.

## Ambientazione
Nel XXI secolo l'informatica, la robotica e le nanotecnologie hanno fatto passi da gigante, e la gran parte della popolazione è interconnessa alla rete, a cui gli individui possono accedere non soltanto mediante terminali fisici, ma soprattutto in tempo reale attraverso micro-impianti situati nel loro stesso cervello, posizionati alla base del cranio, tra la pelle e la spina dorsale. Questi "cyber-brain" permettono inoltre di utilizzare la propria memoria con la stessa elasticità di quella di un computer, e aumentano di molto le potenzialità della mente umana nell'analisi di dati e nella trasmissione di informazioni. Protesi e innesti robotici, sviluppati per rimpiazzare organi danneggiati o per migliorare le prestazioni del corpo umano, sono la norma, e le persone che si sono sottoposte a tali operazioni sono diventate cyborg, ovvero esseri in parte organici in parte robotici.
A ogni livello della società trovano impiego robot dotati di intelligenza artificiale e corpi biogenetici estremamente sofisticati, tanto che sono praticamente impossibili da distinguere a prima vista dai cyborg. Purtuttavia un elemento che continua a caratterizzare gli esseri umani rispetto alle macchine è rappresentato dal "ghost", un termine colloquiale per riferirsi alla mente o essenza di un essere, ovvero ciò che ha scientificamente ridefinito l'anima di un individuo. Questo elevato livello di interconnessione e di cibernetizzazione espone la società a nuovi tipi di crimine, come la pratica di hackerare i cyber-brain o le intelligenze artificiali per prendere il controllo delle proprie vittime, intercettare, censurare o modificare le informazioni ricevute, clonare i ghost o distruggere e riscrivere le memorie altrui.
La serie è ambientata principalmente in Giappone, nella città di Newport City (ニューポートシティ?, Nyūpōto Shiti), e segue le attività della Sezione di Sicurezza Pubblica numero 9 (公安9課?, Kōan Kyūka), conosciuta più semplicemente come Sezione 9, un'unità specializzata nel contrastare attività illecite in ambito politico-istituzionale e terroristico. Le varie opere e capitoli che compongono la serie presentano solitamente la risoluzione di singoli casi isolati.

## Trama
Nel 2029, grazie al supporto delle istituzioni, Daisuke Aramaki e Motoko Kusanagi ricevono i fondi necessari per creare una propria squadra di soccorso internazionale, in realtà un'organizzazione antiterroristica d'élite posta sotto il controllo del ministro dell'interno ma con molta libertà di manovra e chiamata ufficialmente Sezione di Sicurezza Pubblica numero 9. Nell'arco di varie missioni portate a termine con successo, la Sezione 9 inizia a indagare su un pericoloso cybercriminale che si fa chiamare il Marionettista, la cui attività principale è il ghost hacking, cioè la presa di controllo della mente umana. Gli agenti della Sezione 9 scoprono infine che il Marionettista è un'intelligenza artificiale particolarmente avanzata, nata all'interno di un progetto governativo segreto e poi sfuggita al suo controllo, che ha preso coscienza della propria esistenza e richiede di poter essere accettata come forma di vita a tutti gli effetti. Il Marionettista, che vuole ottenere un ghost umano per passare a uno stadio superiore dell'evoluzione e creare una propria discendenza, convince Kusanagi, che all'inizio è scettica, a fondersi con la sua coscienza. Dopo questo evento, Kusanagi, che deve affrontare un processo pubblico per delle irregolarità commesse in servizio, abbandona la Sezione 9 per mettersi in proprio.
Ghost in the Shell 1.5: Human-Error Processer mostra quattro casi della Sezione 9 dopo la dipartita di Kusanagi. A guidare le indagini vi sono ora Bato e Togusa, sempre agli ordini di Daisuke Aramaki. I casi ruotano attorno a complotti politici, omicidi e pratiche criminali come il controllo dei morti tramite ghost hacking o lo spargimento di virus informatici.
Ghost in the Shell 2: ManMachine Interface è ambientato cinque anni dopo gli eventi di Ghost in the Shell. Motoko Kusanagi, ora fusa con il Marionettista a formare una delle forme di vita più avanzate del pianeta, che si fa chiamare Motoko Aramaki e che ha un nuovo corpo, guida il potente gruppo industriale Poseidon Industrial, controllando dall'ombra e attraverso la rete la politica e l'economia mondiale. Quando in un centro medico della Poseidon alcuni maiali impiegati come riserva di organi per esseri umani vengono uccisi, Aramaki inizia a indagare sui responsabili, ricorrendo a una schiera di corpi di riserva situati in tutto il mondo e alla sua abilità di introdursi tramite la rete in diversi sistemi informatici e cyber-brain. L'indagine conduce Aramaki a infiltrarsi nel Decatoncale, uno dei computer più avanzati della Terra, dove scopre che il responsabile della manomissione ai maiali è lo Stabat Mater, un'entità del cyberspazio che dispone di diverse identità simili a Motoko Kusanagi e identifica Motoko Aramaki come 11º isotopo, ovvero la sua undicesima figlia. Dopo una breve lotta tra le due, apprese le motivazioni dello Stabat Mater, Aramaki si accorda con uno dei suoi alter ego, Tamaki Tamai, per dare origine a una nuova forma di vita che potrebbe portare all'evoluzione umana.

## Personaggi
Motoko Kusanagi (草薙 素子?, Kusanagi Motoko)
è la protagonista della storia. Ha il rango di maggiore e di leader sul campo della Sezione 9, prendendo ordini solo dal capo Aramaki. Possiede un corpo quasi interamente robotico ed è dotata di grandi capacità belliche e di infiltrazione nei sistemi informatici. Pur con un aspetto attraente, grazioso e femminile, Kusanagi ha un atteggiamento esuberante, da maschiaccio, e si abbandona spesso a battute, bevute e confidenze coi suoi compagni. Seppur fisicamente più macchina che donna e per questo prona a interrogarsi sul senso della vita e sulla sua stessa identità, nelle sue varie interazioni Kusanagi appare come un personaggio vivo, solidale e profondamente umano. Nei sequel, dopo essersi unita con il Marionettista, cambia nome in Motoko Aramaki. Negli adattamenti anime e cinematografici Kusanagi non mantiene il suo carattere originario, e si presenta invece come una sorta di manichino impassibile, stoico e impersonale.
Daisuke Aramaki (荒巻 大輔?, Aramaki Daisuke)
è il capo della Sezione 9, che gestisce la squadra di Kusanagi impartendo ordini. Ha il grado di tenente colonnello e in passato ha militato nell'esercito. È un uomo anziano, privo di innesti biomeccanici a parte un cyber-brain. Seppur rispettato, non sembra molto simpatico ai membri della squadra, che gli rinfacciano la sua inflessibilità, lo prendono in giro chiamandolo "capo scimmia" dietro alle sue spalle per via del suo aspetto, e gli giocano frequenti scherzi, che Aramaki riesce sempre a eludere grazie al suo grande intuito e intelletto. Purtuttavia si schiera sempre in prima linea in difesa dei suoi sottoposti e si dimostra un uomo integerrimo, di alti ideali e di spiccata intelligenza e sensibilità politica.
Bato (バトー?, Batō)
è un membro della Sezione 9. Sembra avere molta esperienza e influenza all'interno della squadra, venendo spesso scelto per incarichi delicati e di primaria importanza come braccio destro di Kusanagi. Anche il suo corpo è totalmente robotizzato, e ha un fisico imponente, i suoi occhi fungono da mirino e il suo braccio destro può aprirsi e rivelare due armi da fuoco. Abile combattente e detective perspicace, è molto spesso protagonista di scontri verbali con i suoi compagni o con altri personaggi e di diverse scene comiche in cui emerge la sua natura allegra e spensierata. La sua controparte animata è più seria e amara.
Togusa (トグサ?)
è un membro giovane della Sezione 9 e ha un corpo quasi completamente umano. È stato reclutato dalla polizia, a differenza dei suoi compagni che hanno tutti un passato militare, ed è l'unico membro della squadra sposato e con un figlio. I suoi compagni lo considerano un novellino che finisce spesso per cacciarsi nei guai o compiere banali errori, tuttavia al momento giusto sa sfoderare un intuito e un'iniziativa al di sopra della norma. Nei sequel la sua esperienza e influenza all'interno della squadra sono aumentate, e Togusa si mostra molto più sicuro di sé.
Ishikawa (イシカワ?)
è uno dei membri più anziani e di alto rango della Sezione 9. Un tempo serviva nell'esercito, ma con il passaggio alla squadra speciale si è ritirato quasi del tutto dalle attività sul campo dedicandosi alla raccolta informazioni, al controspionaggio e all'hacking. È riconoscibile per via della sua folta chioma di capelli e la barba nera, entrambe perennemente in disordine.
Fuchikoma (フチコマ?)
sono robot esapodi, sorta di piccoli tank corazzati in dotazione ai membri della Sezione 9. La loro particolarità è che sono dotati di un'intelligenza artificiale particolarmente evoluta che li rende capaci di eseguire ordini, comunicare tra loro e prendere iniziative personali. Inoltre riescono anche a formulare pensieri in base alle loro esperienze. Hanno tutti la stessa personalità infantile, ingenua e innocente. Spesso fungono da espediente comico all'interno della serie, ma tramite essi Shirow esamina anche temi più profondi come il rapporto tra uomo e tecnologia o la presa di coscienza delle macchine. Nella serie anime Stand Alone Complex, per questioni di diritti lo studio Production I.G è stato impossibilitato a usare il design dei Fuchikoma del manga originale, per questo Shirow ha introdotto altri modelli, chiamati Tachikoma (タチコマ?) e Uchikoma (ウチコマ?), che nella storia costituiscono le evoluzioni dei modelli Fuchikoma precedenti ma che il per il resto appaiono in tutto e per tutto simili alle loro controparti del manga.
Azuma (アズマ?)
è una nuova recluta della Sezione 9 che compare in Human-Error Processer. Svolge incarichi sul campo ed è dotato di una mira eccellente. Viene spesso impiegato da Shirow come espediente comico, per via della sua leggerezza e avventatezza.

## Storia editoriale
Il manga venne pubblicato in capitoli apparsi originariamente sulle pagine della rivista giapponese seinen Young Magazine dell'editore Kōdansha da marzo 1989 a settembre 1991. Successivamente l'opera fu raccolta in un unico volume tankōbon, uscito il 2 ottobre 1991. Abituato a lavorare senza assistenti e conosciuto per la sua cura meticolosa dei dettagli, l'autore Masamune Shirow ebbe difficoltà a mantenere i ritmi della serializzazione su rivista, pertanto nel passaggio all'edizione monografica apportò numerose correzioni e aggiunte, laddove non era soddisfatto del risultato o per mancanza di tempo era stato costretto a limitarsi. Come titolo della serie Shirow intendeva adottare Ghost in the Shell, per omaggiare il saggio di psicologia filosofica di Arthur Koestler Il fantasma dentro la macchina (The Ghost in the Machine), che era stato una delle sue principali fonti di ispirazione. Il caporedattore di Young Magazine Kōichi Yuri, tuttavia, richiese un nome più altisonante, così l'autore ideò Kōkaku kidōtai (攻殻機動隊? lett. "Squadra mobile con corazza offensiva"). Il nome giapponese venne scelto come titolo principale della serie e, su richiesta di Shirow, Ghost in the Shell fu inserito in piccolo come titolo alternativo nella maggior parte delle pubblicazioni.
Dopo l'uscita dell'albo di Ghost in the Shell, Shirow continuò a realizzare capitoli ambientati nell'universo narrativo della serie, apparsi saltuariamente su Young Magazine tra settembre 1991 e agosto 1997. I capitoli furono raccolti in formato tankōbon in un volume intitolato Ghost in the Shell 2: ManMachine Interface e pubblicato il 18 dicembre 2000 insieme a Ghost in the Shell nella collezione Kōkaku kidōtai Solid Box (攻殻SOLID BOX?); essa conteneva anche un opuscolo, un poster e un'action figure di un fuchikoma. Kōdansha pubblicò poi l'edizione standard l'anno seguente, il 26 giugno 2001. Rispetto alla versione serializzata su rivista, per la versione Solid Box Shirow aggiunse oltre 140 pagine di storia inedita ed effettuò ulteriori modifiche anche per la versione standard, aggiungendo altro materiale, nuove tavole a colori e modificando sostanzialmente le pagine già esistenti, per un totale di quasi 200 tavole inedite.
Il materiale pubblicato dal 1991 al 1997 non incluso in ManMachine Interface, ovvero quattro capitoli per circa 200 pagine, venne poi raccolto nell'albo Ghost in the Shell 1.5: Human-Error Processer, pubblicato il 17 luglio 2003. Esso presentava in allegato un CD-ROM contenente il manga in formato digitale, con l'aggiunta di animazioni e contenuti multimediali fruibili su computer.

### Edizioni estere
Il manga venne licenziato in italiano da Star Comics, con traduzione dei testi di Rie Zushi e adattamento a cura di Andrea Baricordi. La prima edizione fu pubblicata in otto parti da luglio 1992 a febbraio 1993 all'interno della rivista Kappa Magazine, dal numero 1 al numero 8, con il titolo Squadra speciale Ghost. La prima edizione monografica risale al 22 giugno 2004 nella collana Storie di Kappa n. 117. Questa versione mantenne il titolo Ghost in the Shell, il senso di lettura giapponese da destra verso sinistra, le numerose pagine a colori e la suddivisione in capitoli dell'edizione originale, e presentava una traduzione parzialmente rivista e corretta. In occasione dell'uscita del film live action di Ghost in the Shell, a ottobre 2017 Star Comics fece uscire una nuova edizione del fumetto con una traduzione riveduta da Alice Settembrini e un nuovo adattamento a cura di Gabriele Zobele. Star Comics pubblicò anche i due volumi sequel: Ghost in the Shell 2: ManMachine Interface il 3 novembre 2004 nella collana Storie di Kappa n. 122, e Ghost in the Shell 1.5: Human-Error Processer il 15 dicembre 2005 in Storie di Kappa n. 132. Per via dei temi e dei contenuti della serie, i tre volumi vennero targati per un pubblico adulto, come del resto era avvenuto anche in Giappone per una platea seinen.
L'adattamento inglese venne curato da Studio Proteus e pubblicato da Dark Horse Comics dal 1995 al 2007. La serie fu pubblicata in francese da Glénat dal 1996, in tedesco da Reiner Feest Verlag, oggi etichetta di Egmont Manga & Anime, nel 1996, in spagnolo da Planeta DeAgostini in Spagna, da Ovni Press in Argentina e da Panini Comics in Messico, e in portoghese da JBC.

### Volumi
| Titolo italiano Giapponese 「Kanji」 - Rōmaji | Data di prima pubblicazione       | Data di prima pubblicazione         |
| Titolo italiano Giapponese 「Kanji」 - Rōmaji | Giapponese                        | Italiano                            |
| Ghost in the Shell 「攻殻機動隊 THE GHOST IN THE SHELL」 - Kōkaku kidōtai The Ghost in the Shell | 2 ottobre 1991 ISBN 4-06-313248-X | 22 giugno 2004 ISBN 88-6420-006-1   |
| Capitoli - 1. Prologue - 2. Super Spartan - 2029.4.10 - 3. Junk Jungle - 2029.7.27 - 4. Megatech Machine 1 - La rivolta dei robots (MEGATECH MACHINE1[ロボットの反乱]?, Megatech Machine 1 Robotto no hanran) - 5. Megatech Machine 2 - Costruzione di un cyborg (MEGATECH MACHINE2[メイキング・オブ・サイボーグ]?, Megatech Machine 2 Meikingu obu saibōgu) - 6. Robot Rondo - 2029.10.1 - 7. Phantom Fund - 2029.12.24 - 8. Dumb Barter - 2030.5.2 - 9. Bye Bye Clay - 2030.7.15 - 10. Brain Drain - 2030.9.9 - 11. Ghost Coast - 2030.9.18 - 12. Epilogue |                                   |                                     |
| Ghost in the Shell 1.5: Human-Error Processer 「攻殻機動隊1.5 HUMAN-ERROR PROCESSER」 - Kōkaku kidōtai 1.5 Human-Error Processer | 17 luglio 2003 ISBN 4-06-350406-9 | 15 dicembre 2005 ISBN 88-6420-007-X |
| Capitoli - 1. Fat Cat Part. 1 1991 - 2. Fat Cat Part. 2 1991 - 3. Drive Slave Part. 1 1992 - 4. Drive Slave Part. 2 1992 - 5. Mines of Mind Part. 1 1995 - 6. Mines of Mind Part. 2 1995 - 7. Lost Past 1996 |                                   |                                     |
| Ghost in the Shell 2: ManMachine Interface 「攻殻機動隊2 MANMACHINE INTERFACE」 - Kōkaku kidōtai 2 ManMachine Interface | 26 giugno 2001 ISBN 4-06-336310-4 | 16 novembre 2004 ISBN 88-6420-005-3 |
| Capitoli - 1. Prologue 2035.03.06.AM05:05 - 2. Underwater 2035.03.06.AM05:45 - 3. Circuit Weapon 2035.03.06.PM01:12 - 4. Fly by Orbit 2035.03.06.PM01:12 - 5. Mold of Life 2035.03.06.PM01:54 - 6. Epilogue 2035.03.06.05:35AM |                                   |                                     |

## Tematiche trattate e analisi
Ghost in the Shell è considerata un'opera complessa e stratificata, che si presta a più livelli di lettura. Con la sua rappresentazione di un mondo futuristico distopico, caratterizzato da una società altamente informatizzata, alienante, dominata dagli ambienti industriali, dalla tecnologia e dalla scienza, l'opera si inserisce pienamente nel filone del cyberpunk. Questo genere era stato codificato per la prima volta negli Stati Uniti, ma nel Giappone degli anni ottanta trovò terreno fertile grazie a un paese che stava prosperando, in cui le nuove tecnologie andavano rapidamente diffondendosi, le immagini e le informazioni acquisivano un ruolo più centrale che mai, e la fantascienza classica appariva ormai obsoleta. Preceduto da opere come Death Powder, o, nel campo dei fumetti, Akira di Katsuhiro Ōtomo e Appleseed dello stesso Shirow, Ghost in the Shell cavalcò questo approccio tutto nipponico alla fantascienza e fu una delle prime opere a definire la nascente corrente del cyberpunk giapponese. Poiché la trama si concentra prevalentemente sulle indagini della Sezione 9 contro criminali e terroristi, con frequenti sparatorie, scontri a fuoco, inseguimenti e violenza, l'opera è stata collocata anche nel genere poliziesco, in particolare police procedural, e d'azione.

Un cyber-brain estratto da un cyborg nel film Ghost in the Shell

Nel manga Shirow riprende e rielabora i temi che gli sono cari, già visti in opere precedenti come Appleseed e Dominion. In un mondo in cui la demarcazione tra uomo, macchine e rete è sempre più sfumata, in cui i robot hanno programmi e intelligenze artificiali talmente sofisticati da renderli pressoché indistinguibili dagli esseri umani, gli umani sono diventati dei cyborg tramite innesti meccanici e nanotecnologici, e l'informatizzazione sembra ridurre anche l'identità individuale a una mera variabile di un sistema globale, Shirow si pone l'interrogativo dell'identità umana e dell'unicità di sé stessi. La risposta che si dà è il concetto di "ghost", ovvero una vaga metafora per la mente di un individuo, l'anima, un'essenza immanente che differenzia gli esseri umani dai robot e dalle macchine sempre più avanzate. Questo concetto è influenzato dal saggio strutturalista Il fantasma dentro la macchina (The Ghost in the Machine) di Arthur Koestler, a sua volta ispirato al lavoro del filosofo inglese Gilbert Ryle. Come i due filosofi, anche Shirow riflette sulla concezione teorica del dualismo e della frontiera tra la mente e il corpo, tra "ghost" e "shell".
Nell'opera i due campi sembrano essere fermamente distinti, tanto che un individuo può mantenere la propria individualità anche senza corpo e, fintanto che il cervello è intatto, può sostituire il proprio "involucro" a piacimento. Ciò porta però a nuovi interrogativi etici, ad esempio nel caso di un reato, su chi ricade la responsabilità del crimine: si tratta di un malfunzionamento meccanico, ovvero un problema di hardware, o di un gesto intenzionale perpetrato dal ghost in piena coscienza? D'altro canto Shirow propone anche un superamento della visione dualistica, in quanto il ghost non è limitato al solo cervello e corpo dell'individuo, ma tramite lo shell, che richiama l'omonima interfaccia di un sistema operativo, è parte di una più vasta rete neurale. Con l'arco narrativo del Marionettista, inoltre, l'autore, affronta la questione di cosa accade quando un'intelligenza artificiale diventa tanto evoluta da prendere coscienza della propria esistenza e da rivendicare gli stessi diritti alla vita e all'autodeterminazione di un essere umano. Shirow enuncia così le sue teorie sull'evoluzione dei sistemi e le ricadute su una società futuristica sempre più dominata dalla tecnologia.
Trovano spazio anche considerazioni sulla globalizzazione, problematiche sociali, quali flussi migratori o lo sfruttamento lavorativo, e interrogativi etici, legali e giuridici sulla sorveglianza e sulla protezione tramite la rete informatica, che all'epoca della pubblicazione apparivano ancora come speculazioni o fanta-scenari, ma che con il tempo sono diventate delle questioni concrete e attuali. In particolare Shirow mette in guardia di fronte al pericolo rappresentato da governi totalitari, corrotti o esenti da qualsiasi tipo di controllo; altresì criticati sono il consumismo e il materialismo sfrenato, suggerendo che sia necessario attuare delle misure per reintrodurre equilibrio, ridurre lo sfruttamento ed evitare che il già ampio divario tra ricchi e poveri, tra nazioni prospere e paesi in via di sviluppo, cresca ulteriormente. Le riflessioni sul ghost e sull'anima portarono una parte della critica a leggere nell'opera dei tratti di religiosità e spiritualità. A questo proposito, Shirow commentò che quest'impressione poteva essere motivata dal fatto che la scienza e la tecnologia sempre più avanzate appaiono alla maggior parte degli utenti che non ne comprende a fondo il funzionamento come una "forma di magia" e che quindi anche due argomenti così apparentemente distanti, stanno finendo per convergere nella nostra percezione.

## Stile
Il segno di Ghost in the Shell si distanzia per certi versi dai canoni dello stile manga, presentandosi più carico di testo e di dialoghi e con tratti non tipicamente orientali, che anzi lo avvicinano graficamente al fumetto occidentale. Per bilanciare i temi seri, l'azione e la violenza del racconto, Shirow adotta spesso un tono leggero e umoristico e fa uso di occasionali siparietti comici, disegnati in uno stile caricaturale e super deformed. Tipici del modo di disegnare di Shirow sono uno stile cinetico, vignette con ambientazioni curate nel dettaglio e ricche di particolari, e un elevato numero di tavole colorate a mano. Lo stile dei sequel si discosta sensibilmente da quello della serie originale: Ghost in the Shell 1.5: Human-Error Processer presenta un character design più realistico, mentre Ghost in the Shell 2: ManMachine Interface fa largo uso di computer grafica e di colorazione digitale mescolata al disegno tradizionale.
Una particolarità del manga sono le frequenti note a margine e commenti fuori di campo di Shirow, in cui si addentra in spiegazioni dettagliate sulla tecnologia e sullo sfondo politico e sociale del fumetto. Conscio del fatto che la loro frequenza potrebbe interrompere il ritmo della narrazione e rendere più complicato seguire il filo logico della storia, lo stesso autore in una postilla suggerisce di saltarle durante la prima lettura del manga e di approfondirle separatamente in un secondo momento.
Altresì caratteristica è la propensione di Shirow a disegnare figure femminili procaci e svestite, come la protagonista Motoko Kusanagi che in molte scene viene mostrata in tute attillate che ne mettono in risalto il fisico voluttuoso. Parecchio scalpore in questo senso destò l'inclusione di una scena di sesso esplicito all'inizio del secondo capitolo di Ghost in the Shell. Questa venne censurata in quasi tutte le edizioni estere, per le quali lo stesso Shirow, annoiato dalle continue critiche e allusioni alla scena, creò una versione internazionale, rimuovendola e riarrangiando e ridisegnando alcune tavole. Una decisione simile venne presa dall'autore riguardo a del materiale erotico presente in Ghost in the Shell 2: ManMachine Interface, che venne tagliato nella successiva pubblicazione in volume.

## Opere derivate

### Film

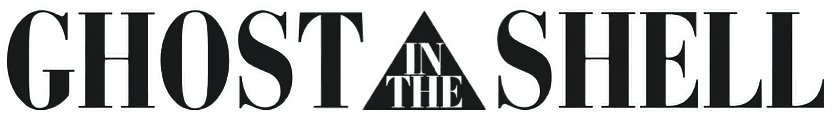
Logo del primo film anime, poi ripreso anche dagli altri lungometraggi

Nel 1995 dal manga venne tratto un adattamento cinematografico anime, intitolato Ghost in the Shell e diretto da Mamoru Oshii. Rispetto al manga il film è più cupo, lento, riflessivo e d'atmosfera; mentre i personaggi del manga vengono descritti in maniera gioviale, nell'opera cinematografica di Oshii sono molto più seri. Oshii dovette condensare notevolmente il manga per poter rientrare nei 75 minuti di durata del film, per questo il film si concentra esclusivamente sulla trama del Marionettista, escludendo diverse sottotrame presenti nel manga. Nel 2008 la pellicola fu sottoposta a un profondo restyling, con largo uso di animazione computerizzata, e ripubblicata con il titolo di Ghost in the Shell 2.0. Nel 2004 uscì un secondo film animato, Ghost in the Shell 2 - Innocence, sempre diretto da Oshii e concepito come sequel originale del primo lungometraggio.
Altri due film anime furono realizzati da Production I.G come parte delle sotto-serie Stand Alone Complex e Arise. Ghost in the Shell: S.A.C. Solid State Society venne realizzato nel 2006 e diretto da Kenji Kamiyama. Esso funge da capitolo conclusivo della serie televisiva Ghost in the Shell: Stand Alone Complex. Ghost in the Shell: The Rising fu distribuito nel 2015 a conclusione dei fatti narrati nella serie Ghost in the Shell: Arise.
Nell'aprile 2008 la statunitense DreamWorks acquistò i diritti per la realizzazione di un adattamento cinematografico live action di Ghost in the Shell. Il film, intitolato Ghost in the Shell e inteso come una reinterpretazione hollywoodiana del film anime del 1995, venne ultimato nel 2017, diretto da Rupert Sanders e con Scarlett Johansson nei panni della protagonista, qui chiamata Mira Killian.

### Serie TV, OAV e ONA
Production I.G produsse anche alcune serie anime ambientate nel mondo di Ghost in the Shell. Ghost in the Shell: Stand Alone Complex è una serie televisiva diretta da Kenji Kamiyama. La prima stagione, formata da 26 episodi, andò in onda dal 2002 al 2003; una seconda stagione, sottotitolata 2nd GIG e composta sempre da 26 puntate, fu trasmessa tra il 2004 e il 2005. La serie è ambientata in una realtà alternativa ma con lo stesso cast di personaggi della serie principale, e mostra le indagini della Squadra 9 alle prese con il cybercriminale Laughing Man e con il gruppo terroristico degli Undici Individuali.
Nel 2013 venne prodotta una serie OAV di quattro episodi della durata di un'ora, Ghost in the Shell: Arise, distribuita nel corso del 2013 e del 2014. La serie è ambientata nel 2027 e funge da prequel agli eventi di Ghost in the Shell. Nel 2015 i quattro episodi originari furono ricompilati con del materiale aggiuntivo in una serie televisiva di dieci episodi, sottotitolata Alternative Architecture. Le ultime due puntate della serie televisiva vennero poi riadattate in un quinto episodio OAV, pubblicato sempre nel 2015.
Ghost in the Shell: SAC 2045 è un ONA di 24 episodi del 2020 di produzione giapponese-statunitense. È ambientato nella continuity di Stand Alone Complex dopo gli eventi della serie televisiva, e si contraddistingue dai precedenti adattamenti anime per essere realizzato interamente in computer grafica (CGI).

### Manga spin-off
Oltre ai manga originali di Shirow, la serie comprende anche alcuni fumetti spin-off realizzati da altri autori. Ghost in the Shell: Stand Alone Complex è un adattamento della prima stagione della serie anime omonima. Scritto e disegnato da Yū Kinutani, venne pubblicato da Kōdansha su Young Magazine dal 2009 al 2012 e poi raccolto in cinque volumi tankōbon. Sempre ispirato alla serie Stand Alone Complex, e in particolare all'OAV riassuntivo The Laughing Man, è il manga Ghost in the Shell: Stand Alone Complex - The Laughing Man (攻殻機動隊 STAND ALONE COMPLEX ~The Laughing Man~?) realizzato sempre da Yū Kinutani, pubblicato da Kōdansha sulla rivista online Manga Box dal 2013 al 2016 e raccolto in quattro volumi.
Ghost in the Shell: Arise (攻殻機動隊ARISE～眠らない眼の男 Sleepless Eye～?, Kōkaku kidōtai Arise: Nemuranai me no otoko Sleepless Eye) è un adattamento della serie anime omonima e ripercorre come Kusanagi e Bato si sono conosciuti durante la guerra civile, prima degli eventi del manga originale. Scritto da Jun'ichi Fujisaku e disegnato da Takumi Oyama, il fumetto venne serializzato su Young Magazine dal 2013 al 2016 e poi raccolto in sette volumi.
Ghost in the Shell: The Human Algorithm (攻殻機動隊 THE HUMAN ALGORITHM?) è un manga spin-off scritto da Jun'ichi Fujisaku e disegnato da Hiroki Yoshimoto. Collocato temporalmente tra Ghost in the Shell 1.5: Human-Error Processer e Ghost in the Shell 2: ManMachine Interface, tanto che lo stesso Fujisaku lo considera un ipotetico episodio 1.75, il fumetto segue le avventure dei membri della Sezione 9 dopo la scomparsa di Motoko Kusanagi. Il primo capitolo è stato reso disponibile da Kōdansha a partire dal 16 settembre 2019 sull'applicazione mobile Comic Days e qualche giorno più tardi, il 20 settembre, sulla rivista cartacea Young Magazine. Da allora i nuovi capitoli sono pubblicati ogni due settimane su Comic Days. Il primo volume tankōbon è uscito il 20 aprile 2020.

### Videogiochi
Nel 1997 uscì il videogioco sparatutto in terza persona Ghost in the Shell, sviluppato da Exact e distribuito da Sony Computer Entertainment per PlayStation.
Furono prodotti anche tre videogiochi tie-in alla serie anime Stand Alone Complex. Ghost in the Shell: Stand Alone Complex è un videogioco d'azione sviluppato da Cavia e distribuito in Giappone da Sony e nel resto del mondo da Bandai per PlayStation 2. Un sequel intitolato Ghost in the Shell: Stand Alone Complex - Kariudo no ryōiki (攻殻機動隊 STAND ALONE COMPLEX -狩人の領域-?, Kōkaku kidōtai: Sutando Arōn Konpurekkusu - Kariudo no ryōiki) e sviluppato da G-Artists venne pubblicato nel 2005 per PlayStation Portable e distribuito internazionalmente con il titolo di Ghost in the Shell: Stand Alone Complex. Ghost in the Shell: Stand Alone Complex - First Assault Online (攻殻機動隊ONLINE?), sviluppato dalla coreana Neople e distribuito da Nexon per Microsoft Windows, segnò il tentativo di creare uno sparatutto online free-to-play dedicato alla serie. Il gioco venne reso disponibile da fine 2015, prima in accesso anticipato e poi in versione beta, ma nel 2017 fu interrotto a causa dell'insoddisfazione dei produttori e di conseguenza tutti i server furono chiusi.

### Altro
Il franchise di Ghost in the Shell comprende cinque romanzi. Innocence After the Long Goodbye (イノセンス After The Long Goodbye?) di Masaki Yamada è un prequel del film Ghost in the Shell 2 - Innocence e segue Bato nella ricerca del suo cane Gabriel. Venne pubblicato da Tokuma Shoten nel 2004. Una serie di tre light novel contenenti storie autoconclusive ambientate nella continuity di Stand Alone Complex venne scritta da Jun'ichi Fujisaku e illustrata da Kazuto Nakazawa. I tre volumi furono pubblicati da Tokuma Shoten: Kyomu kairo (虚夢回路?) il 21 gennaio 2004, Kogoeru kikai (凍える機械?) il 10 luglio 2004, e Nemuri otoko no kan (眠り男の棺?) il 4 febbraio 2005. The Ghost in the Shell: Five New Short Stories è un'antologia di racconti scritta dagli autori giapponesi Toh EnJoe, Gakuto Mikumo, Yoshinobu Akita, Kafka Asagiri e Tow Ubukata, e pubblicata nel 2017 in occasione dell'uscita del film live action di Ghost in the Shell.
La popolarità dell'opera ispirò anche la creazione di due fumetti tributo, che riuniscono nuove storie ambientate nell'universo di Ghost in the Shell realizzate da altri autori in segno di omaggio al manga originale. Ghost in the Shell - Comic Tribute (攻殻機動隊 ゴースト・イン・ザ・シェル コミックトリビュート?, Kōkaku kidōtai Gōsuto in za Sheru Komikkutoribyūto) è un'iniziativa editoriale di Kōdansha del 2019, ad opera di dieci mangaka giapponesi, tra cui Yu Kinutani e Boichi. Sempre del 2019 è The Ghost in the Shell - Global Neural Network, una raccolta di quattro storie composte da un team di otto artisti internazionali pubblicata negli Stati Uniti da Kodansha USA.
Sulla serie furono realizzati degli artbook e un databook, pubblicati da Kōdansha. Un box intitolato Kōkaku kidōtai Super Graphic Collection Cyberdelics (攻殻機動隊スーパーグラフィック・コレクション Cyberdelics?, Kōkaku kidōtai Sūpā Gurafikku Korekushon Cyberdelics) e contenente una collezione di poster disegnati da Shirow, un booklet e un puzzle uscì il 9 luglio 1997. Il 21 agosto 2000 fu pubblicato Kōkaku kidōtai Fuchikoma rittai zukan (攻殻機動隊フチコマ立体図鑑?), contenente varie illustrazioni e figure di Fuchikoma da ritagliare. Il manuale di approfondimento Kōkaku kidōtai Mechanical kaiseki tokuhon (攻殻機動隊メカニカル解析読本?, Kōkaku kidōtai Mekanikaru kaiseki tokuhon) fu messo in commercio il 13 gennaio 1998.

## Accoglienza

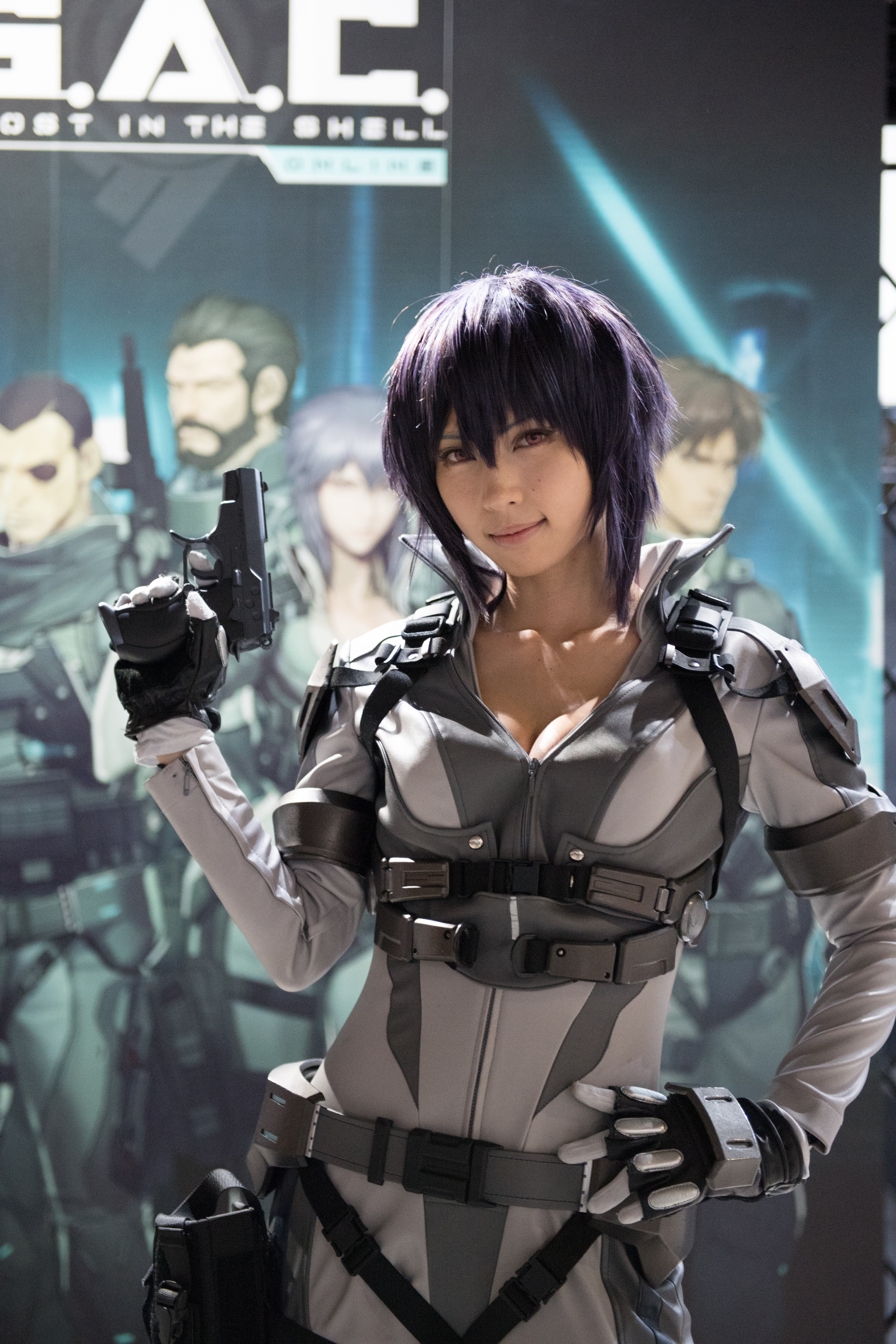
Una cosplayer nei panni della protagonista di Ghost in the Shell Motoko Kusanagi

Il manga originale ebbe un buon successo in Giappone. La popolarità dell'opera fu però ancora maggiore in Occidente, in particolare negli Stati Uniti d'America, dove venne esportato a partire dal 1995. Ghost in the Shell incontrò i gusti del pubblico per via delle sue tematiche cyberpunk e la sua rappresentazione di un futuro dominato dalle macchine, dalla rete informatica e dalla tecnologia, che nel periodo di uscita, in seguito alla rivoluzione digitale e in piena era dell'informazione, erano temi che venivano avvertiti come estremamente attuali. Inoltre lo stile di Shirow, non distintamente giapponese nella caratterizzazione dei personaggi o della rappresentazione ma più simile al tratto e alla narrazione episodica dei fumetti occidentali, rese più accessibile l'opera come un prodotto transculturale. Questa sensazione venne rafforzata anche dall'amalgama di aspetti culturali disparati, rielaborati da Shirow in modo innovativo incorporando elementi della tradizione giapponese e fonti d'ispirazione di matrice occidentale, dove il cyberpunk era nato. Il risultato fu un'opera di attrattiva globale, che si fece rapidamente largo tra i diversi media e che interessò anche il pubblico che non era solito rivolgersi ai prodotti giapponesi.
Il successo maggiore arrivò però grazie alla trasposizione anime del 1995 Ghost in the Shell, che divenne uno dei capisaldi dell'animazione giapponese in Occidente e conferì a tutta la serie lo status di "classico" e di opera di culto. Negli Stati Uniti il manga uscì proprio in concomitanza con il film e poté per questo approfittare dell'immediata popolarità della pellicola per incrementare la diffusione e le vendite, segnando uno dei primi esempi di marketing su più piattaforme nel mercato occidentale di anime e manga, una pratica che sarebbe diventata poi molto diffusa negli anni a venire.

### Critica
Il manga originale di Ghost in the Shell venne accolto favorevolmente dalla critica ed è considerato il magnum opus di Shirow. Oggetto di lodi furono soprattutto i temi e la complessità dell'opera, uniti alla visione avanguardistica e immaginativa dell'autore nella creazione dell'ambientazione futuristica, che rendono il fumetto attuale anche a distanza di decenni dalla sua uscita. Plauso unanime venne rivolto alla veste grafica e all'abilità di Shirow nel disegno, per come rappresentò con tratto dinamico, dettagliato e vivido le diverse scene e per l'inclusione di numerose tavole colorate in modo sontuoso — una rarità nell'industria giapponese dei manga.
Dal punto di vista dei contenuti, il critico Jason Thompson in Manga: The Complete Guide definì il manga di Ghost in the Shell un'opera «filosoficamente ambiziosa racchiusa nella veste di un poliziesco di grande azione» e gli assegnò 3 stelle su 4. Apprezzato fu anche l'ampio spazio destinato alla trattazione di temi esistenziali e sociali, che rendono la serie, a detta della rivista Vice, «uno dei prodotti più interessanti della fantascienza». Vulture e Forbes si espressero favorevolmente a riguardo della storia, ritenendola complessa e profonda, capace di creare ed evocare nei dettagli un mondo futuristico convincente, e di esporre in modo accurato e avvincente lo svolgimento delle indagini e gli interessi economici e politici che dominano gli eventi. La bravura di Shirow nel bilanciare il tono della narrazione, tra momenti sostenuti e drammatici con altri più leggeri e ironici, fu sottolineata da più parti, in particolare da Otaku USA e Forbes, che ritennero per questo motivo il manga superiore al più cupo adattamento cinematografico anime. Proprio la capacità di Ghost in the Shell di coniugare questi aspetti, registri e piani di lettura diversi venne considerato il suo più grande merito. A tal proposito Fumettologica descrisse l'opera come «un vortice stordente di fantapolitica, militarismo, riflessioni sull'idea di totalitarismo e parecchia azione dal taglio particolarmente violento», e Mangaforever.net la definì «[u]na lettura complessa, ad alta densità di informazioni, stratificata e godibile su più livelli — dall'azione da thriller poliziesco tecnologico "all'americana", alle riflessioni esistenziali del maggiore Kusanagi, alle problematiche sociali, alle più complesse teorie sulla conservazione e l'evoluzione dei sistemi c'è veramente pane per i denti di un bacino di lettori più ampio di quello che a prima vista potrebbe sembrare».
Le limitate critiche negative si concentrarono invece sull'eccessiva insistenza — ritenuta a volte gratuita, distraente o disturbante — sui temi filosofici e sui corpi femminili. Inoltre da alcuni, come Jason Thompson e Fumettologica, la trama venne avvertita a tratti come troppo sconnessa e di difficile lettura o addirittura incomprensibile, con tante spiegazioni, informazioni e discussioni che rendono difficile seguire il filo degli eventi, complice anche l'abitudine di Shirow di saltare intere scene, di lasciare eventi in sospeso e di prendere e lasciare personaggi senza introduzione o troppe spiegazioni. Lo stesso Shirow si disse consapevole di questo suo limite, tanto che in un'intervista a Frederik L. Schodt del 1998 a proposito di Ghost in the Shell dichiarò: «Mi rendo conto che le mie storie devono essere di facile fruizione, e cerco di renderle semplici da leggere. È un braccio di ferro. Io non voglio fare storie troppo semplici, né le voglio scrivere troppo complesse. Faccio fatica a trovare un buon bilanciamento. [...] So che è difficile per i lettori a volte». Per il sito web lo Spazio Bianco la storia lacunosa del manga può irritare alcuni lettori o stimolare la fantasia di altri.
Human-Error Processer condivise i giudizi positivi destinati al primo volume. La critica in particolare apprezzò le trame più semplici, dirette e coerenti, e la narrazione più svelta e leggera rispetto ai suoi predecessori. Raccolse consensi anche il consueto alto livello stilistico delle illustrazioni, unito a un tratto più realistico e pulito, seppur giudicato occasionalmente troppo sbrigativo. Mania.com lamentò però l'assenza di una vera e propria trama che si snoda tra i singoli casi, la scarsa connessione agli altri capitoli del franchise e la frustrante conclusione di tutte e quattro le indagini che formano il volume senza una vera e propria risoluzione o perlomeno un arresto, ritenendolo per questo un lavoro poco più che abbozzato.
ManMachine Interface venne criticato per aver focalizzato eccessivamente l'attenzione sulla rappresentazione del cyberspazio e dei suoi processi informatici in contrapposizione ai temi d'azione poliziesca del manga precedente, deludendo il pubblico che si aspettava un'opera che seguisse nella trama e nello stile la traccia impartita dal primo volume della serie. La trama fu giudicata di troppo difficile comprensione, anche per i già complessi standard dell'autore, che sembrava più interessato a «volersi beare della sua riconosciuta abilità nell'inventare processi informatici, nuove tecnologie» e immagini evocative, che a fornire un filo logico alla narrazione o una chiave di lettura dei temi trattati. Anime News Network criticò il fumetto per il suo «intellettualismo eccessivo e gratuito» e per travolgere i lettori con prolissi tecnicismi che vengono avvertiti come un incomprensibile technobabble; giudizio condiviso anche da Jason Thompson. Ulteriore motivo di biasimo fu il largo utilizzo del fanservice: Motoko e gli altri personaggi femminili godono di proporzioni eccessivamente generose, indossano costantemente vestiti succinti e sono spesso inquadrate in mezzo alle gambe.
Anche la veste grafica, da sempre giudicata il vero punto di forza della produzione dell'autore, non convinse del tutto per l'alta quantità di immagini composte e colorate al computer affiancate al disegno tradizionale. Proprio questo stile così innovativo unito alla visionaria rappresentazione del cyberspazio spinse invece Fumettologica, Anime News Network e Publishers Weekly a considerare l'opera come audace, sperimentale e caratteristica, con illustrazioni splendide e magnifiche che lo rendono «uno dei manga visivamente più interessanti mai realizzati». Nonostante le vendite soddisfacenti, ManMachine Interface alienò una parte consistente della platea di Shirow e, congiunto alle tante critiche ricevute, è considerato il motivo per il quale l'autore non abbia più dato seguito alla serie di Ghost in the Shell e sia stato relegato ai margini del mercato del fumetto.

## Eredità culturale
Il franchise di Ghost in the Shell è ritenuto una delle pietre miliari del genere cyberpunk e della fantascienza in generale. Con la sua visione innovativa del futuro e il suo apporto alle ambientazioni e tematiche fantascientifiche ispirò una generazione di artisti giapponesi e statunitensi e diventò il modello per numerose opere successive, tra cui Vexille di Fumihiko Sori, Higashi no Eden di Kenji Kamiyama e Psycho-Pass di Gen Urobuchi. Anche le registe e sceneggiatrici Lana e Lilly Wachowski si ispirarono all'anime Ghost in the Shell per la creazione del film Matrix. Nel campo videoludico Ghost in the Shell influenzò i videogiochi Oni, Cyberpunk 2077 e la serie Deus Ex. Il manga ebbe inoltre un notevole impatto nell'industria del fumetto giapponese per il suo uso pioneristico del colore e del disegno assistito al computer.
Per celebrare il 25º anniversario della serie, venne allestita una mostra, contenente bozzetti, illustrazioni e materiale di lavoro tratto dal franchise, che si è tenuta a Tokyo e Osaka nei mesi di agosto e settembre 2014.